# Syzygium fulvotomentosum
Syzygium fulvotomentosum är en myrtenväxtart som beskrevs av Peter Shaw Ashton. Syzygium fulvotomentosum ingår i släktet Syzygium och familjen myrtenväxter. Inga underarter finns listade i Catalogue of Life.